# دلالان بدن
دلالان بدن یا کارگزاران بدن (به انگلیسی: Body Brokers) فیلمی محصول سال ۲۰۲۱ و به کارگردانی جان سواب است. در این فیلم بازیگرانی همچون جک کیلمر، مایکل کی. ویلیامز، جسیکا راث، آلیس انگلرت، پیتر گرین، فرانک گریلو، ملیسا لیو و توماس دکر ایفای نقش کرده‌اند.